# 기와집

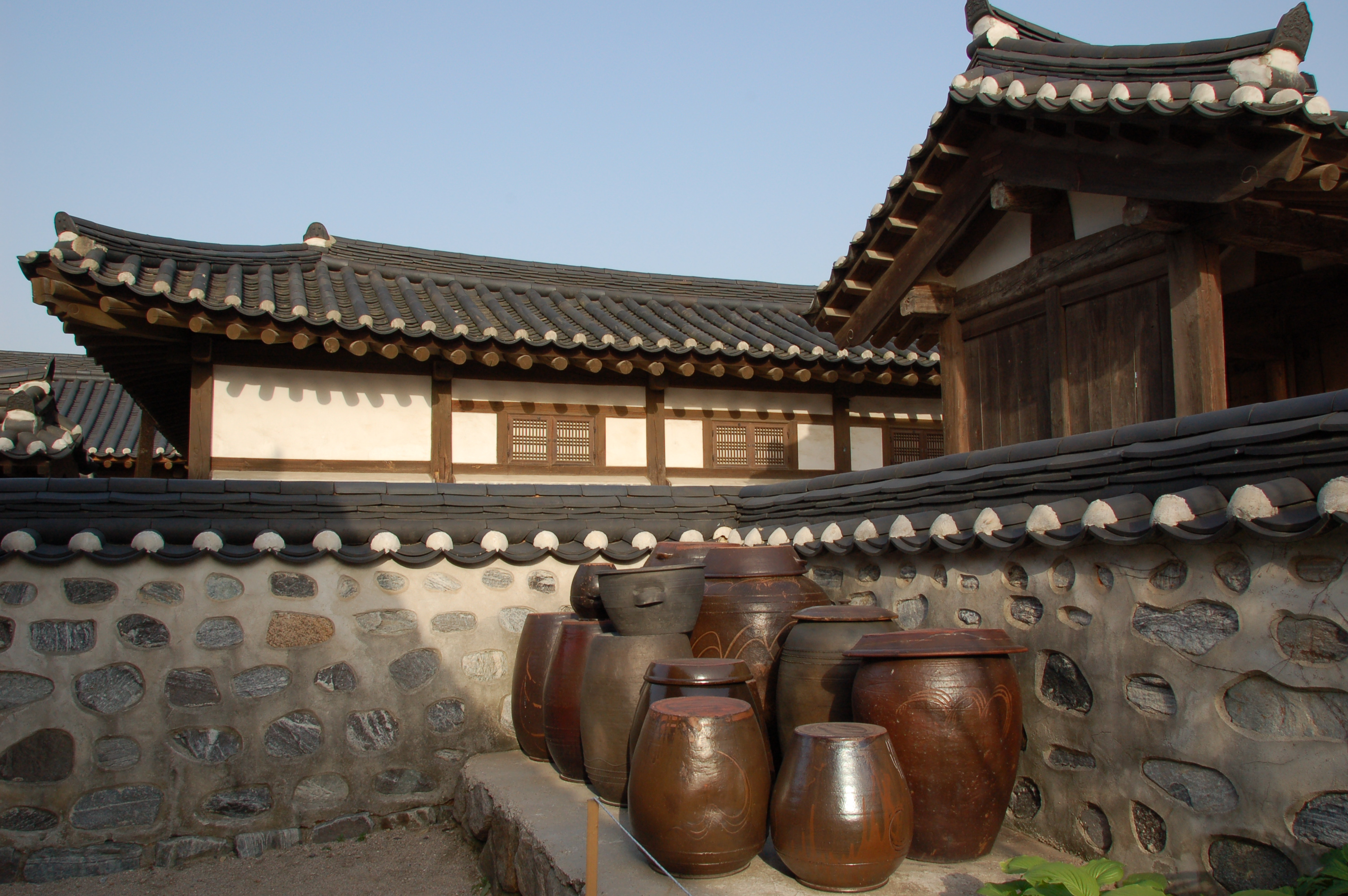

기와집은 기와로 지붕을 만든 집이다. 보통 찰흙으로 만든 검은색 기와를 많이 썼으나, 신분이 높은 사람이 거주하는 집은 푸른 유약을 발라 만든 청(푸른색)기와로 지붕을 이기도 하였다. 기와는 상당히 비쌌기 때문에, 일반 농민들이 기와집을 짓고 살거나 사기에는 상당히 어려웠다. 기와집은 신분에 따라 색(푸른색,검은색등)과 종류(청기와등)가 달랐다.기와집은 조선시대의 유교의 영향 때문에 남자와 여자가 생활하는 공간이 철저히 구분되어있다. 남자는 사랑채에서, 여자는 안채로 구분되어있다.

## 같이 보기
- 기와